# Жълтоклюна патица
Жълтоклюна патица (Anas undulata) е вид птица от семейство Патицови (Anatidae).

## Разпространение
Видът е разпространен в Ангола, Ботсвана, Бурунди, Джибути, Еритрея, Етиопия, Замбия, Зимбабве, Демократична република Конго, Кения, Лесото, Малави, Мозамбик, Намибия, Руанда, Свазиленд, Танзания, Уганда и Южна Африка.